# Bardaxima
Bardaxima is een geslacht van vlinders van de familie tandvlinders (Notodontidae).

## Soorten
- B. belua Draudt, 1932
- B. dissona Draudt, 1932
- B. hippioides Schaus, 1911
- B. lucilinea Walker, 1858
- B. marcida Felder, 1874
- B. molossus Rothschild, 1917
- B. perses Druce, 1900
- B. terminalba Jones, 1908